# Burgruinen im Erlauftal

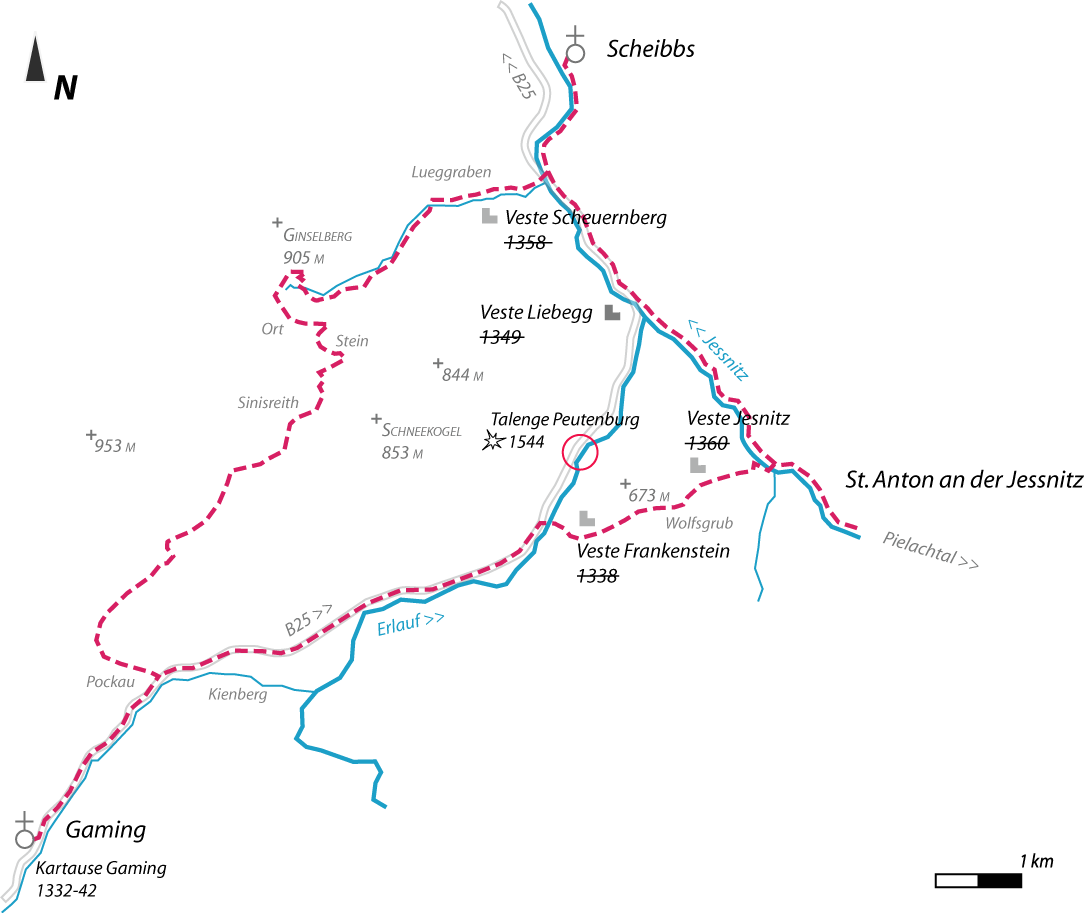
Vermutliche Standorte der Vesten, rot alte Wege, an denen die Burgen lagen

Talenge Peutenburg, links der Bereich, wo die Fahrbahn verläuft, wurde 1544 freigesprengt

Im Dreieck Scheibbs – St. Anton an der Jeßnitz – Gaming in Niederösterreich gab es vier Burgruinen im Erlauftal, von denen keine oder kaum mehr Mauerreste übrig sind: Scheuernberg bei Neustift, Liebegg bei Neubruck (beide Gemeinde Scheibbs), Jeßnitz bei St. Anton an der Jeßnitz und Frankenstein bei Peutenburg.
Der Bestand verfiel dem Gaminger Kartäuserbrauch, mittelalterliche Burgen, die sich in der Region befanden (von Herzog Albrecht II. erworben und seiner Lieblingsstiftung der Kartause Gaming geschenkt oder der Kartause direkt erworben wurden), sofort zu schleifen und mit dem Verbot des Wiederaufbaus zu belegen. Hintergrund war die Sicherung der ungestörten Entwicklung der neu gegründeten Kartause Gaming.
Die Aufgabe der Vesten (Burgen) war es, die Wege Scheibbs-Gaming (über den Lueggraben), Scheibbs-Pielachtal (über St. Anton an der Jeßnitz) bzw. Gaming-Pielachtal (über den Wolfsgrubsattel) zu sichern, da die Gegend damals oft von Ungarn heimgesucht und geplündert wurde. Die Vesten waren mit Ministerialen der Grafen von Peilstein besetzt. Der heutige Straßenverlauf von Scheibbs nach Gaming entlang der Erlauf war damals noch nicht möglich, da an der Talenge Peutenburg nur die Erlauf zwischen den Felsen durchkam. Der Weg wurde erst 1544 nach Erfindung des Schwarzpulvers für die Dreimärkterstraße freigesprengt, um den Handelsverkehr mit Eisenerz zu erleichtern.

## Burg Frankenstein
Die Burg Frankenstein befand sich zwischen Gaming und Scheibbs, heute nahe der Bahnhaltestelle Peutenburg bzw. östlich eines Gutshofs namens Zehenthof. Zu Beginn des 18. Jhdts. waren von der Burg angeblich noch geringe Reste der äußeren Ringmauer und des Tores zu sehen. Heute sind keine Mauerreste mehr vorhanden, der Hausberg der Burg ist noch zu sehen.
Friedrich der Schöne gab die Burg Frankenstein im Jahre 1314 seinem Getreuen Chunrat de Roezzing für seine Kriegsdienste als Pfand. Später wurde sie an Ulrich von Topel verpfändet. Das Kloster Mauerbach und der Graf von Pfannberg bekamen im Jahre 1331 die Burg als Pfand. Der letzte Burggraf war Hartneid der Heffner. Im Jahre 1338 schenkte Herzog Albrecht II. sie seiner Stiftung, der Kartause Gaming. Die Burg Frankenstein wurde daraufhin geschleift und mit dem Bann des Wiederaufbaus belegt.
Die Burg Frankenstein hatte die wehrpolitische Aufgabe, den alten Weg aus dem Pielachtal über St. Anton an der Jeßnitz und den Wolfsgrubsattel nach Gaming zu schützen.

## Burg Scheuernberg

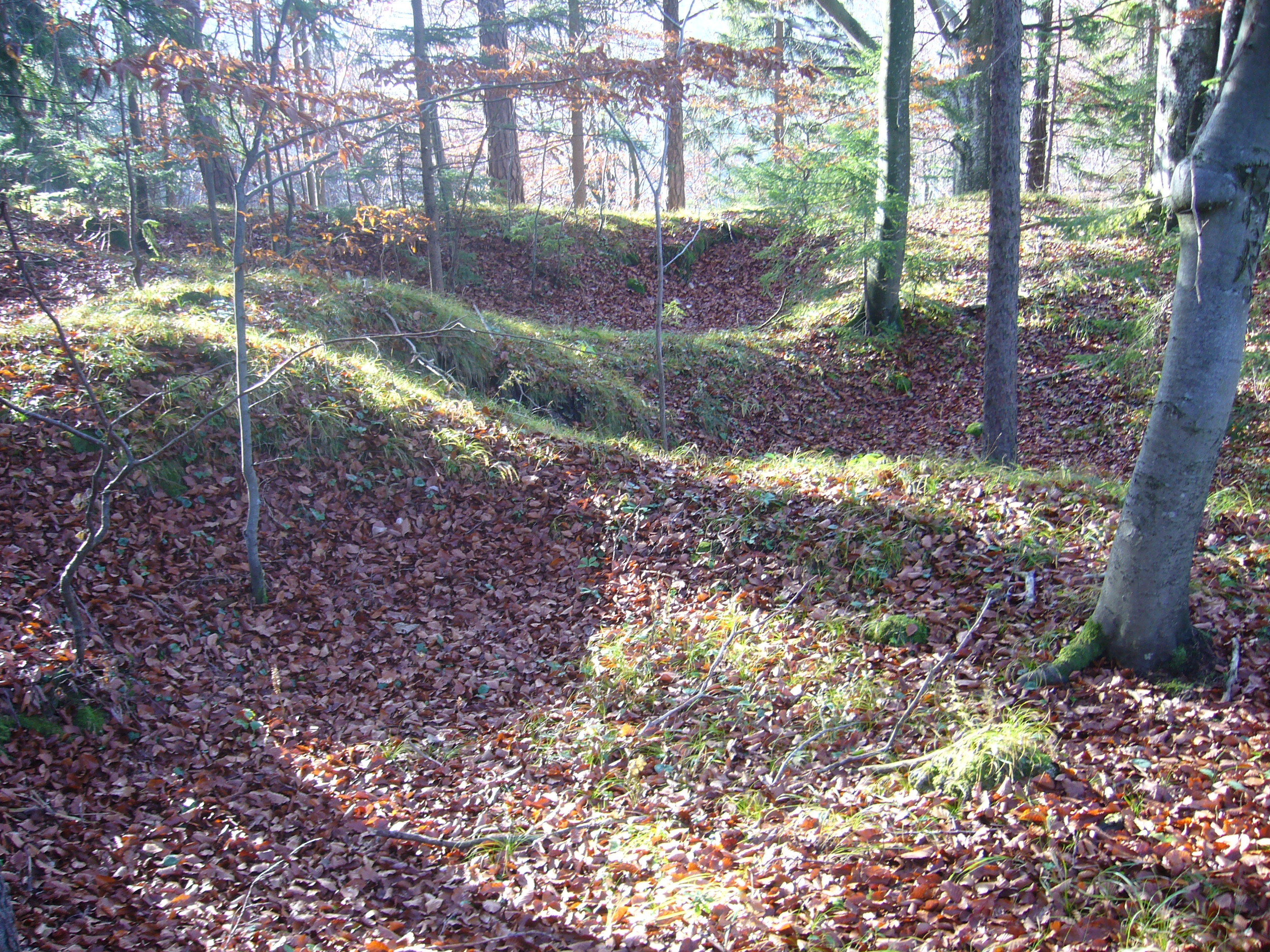
Überwachsene Mauerreste der Burg Scheuernberg

Im Westen des Ortes Neustift steht auf einer Hangterrasse das Schloss Ginselberg. In der Nähe davon ist der Lueggraben, in dem im Mittelalter die heute verschwundene Burg Scheuernberg stand. Sie befand sich auf dem felsigen Burgberg, der ein Plateau von etwa 35 mal 27 Metern hat. Vermutlich war die Burg errichtet worden, um den alten Weg von Scheibbs nach Gaming zu sichern.
Albero und Chunrat von Scheuernberg werden ab dem Jahre 1260 genannt, die Familie ist bis 1290 im Besitz der Burg. Um das Jahr 1302 kam die Burg durch Heirat mit einer Tochter Chunrats von Scheuernberg an Otto Schoerbech, ebenso wie die Burg Liebegg. Nach dessen Tod im Jahre 1312 gelangte die Burg an seine Söhne Niklas, Konrad und Friedrich, die im Jahre 1322 die Burg an Herzog Otto verkauften. Dessen Nachfolger Herzog Albrecht II. wiederum schenkte 1345 die Burg Scheuernberg an die Kartause Gaming. In diesem Jahr erlaubte er den Mönchen noch einen Burggrafen auf die Burg zu setzen. Sie wurde jedoch 1358 auf Befehl der Kartause Gaming geschleift und mit dem Verbot des Wiederaufbaus belegt.
Der Burgstall der Burg Scheuernberg liegt südwestlich von Scheibbs in der Rotte Ginselberg. Aus dem rechten Talhang des südlichen von Scheibbs in das Tal der Erlauf mündenden Lueggrabens springt hier der markante, kegelförmige Burgberg hervor. Die Lagestelle ist eine natürliche, an drei Seiten steil und felsdurchsetzt abfallende Rückfallkuppe, deren wohl entsprechend adaptiertes Plateau Raum für eine stattliche Burganlage bot mit einem Durchmesser von 35 Metern. Durch eine spornartige Erweiterung gegen Osten, die in die Bebauung einbezogen war, erhöht sich dieses Maß zum Teil auf 50 Meter. Die Oberfläche des Plateaus zeigt sich sehr stark strukturiert, was aus zahlreichen verstürzten bzw. unter Tag liegenden Mauerzügen resultiert. Daraus ist auf eine relativ komplexe Massivbebauung zu schließen. Der Bering reagierte auf die Form des Plateaus und war sichtlich polygonal geführt. Innerhalb kann eine praktisch durchgehende randständige Bebauung erschlossen werden, besonders gut nachvollziehbar ist eine im Westen situierte Gebäudegruppe, die mehrere kleine Räume erkennen lässt. Am nördlichen Steilabsturz ist der Bering weitgehend verschwunden, im Osten integriert er jedoch einen vorspringenden Felssporn, auf dem weitere Gebäudestrukturen zu erkennen sind. Im Süden bilden die Schutthügel einen markanten Hochpunkt, der möglicherweise von stärkeren, zugangssichernden Baulichkeiten, möglicherweise einem Turm, stammt. Gegen die Hofseite lag der ehemalige Palas, daran schließt nördlich eine scheinbar von Mauern umgebene Mulde an, die möglicherweise bereits mit der Bebauung der Nordseite in Zusammenhang stand. Klarheit über das einstige Gefüge könnte jedoch nur eine Grabung bringen. Der ohnehin natürlich geschützte Platz wurde gegen die südliche Bergseite durch einen möglichen Wallbogen gesichert, der auch in die westlichen und östlichen Steilhänge läuft und einen ungewöhnlich tiefen und bis zu 30 Meter breiten Graben umschließt. Der Graben geht beiderseits in natürliche Einschnitte über, die den Burgberg aus dem Gelände schneiden und bis zum Tal reichen. Trotz der Mächtigkeit der Anlagen ist an der Ostseite ein zweiter, bis in den Steilhang laufender Graben vorgelagert. An der Bergseite wird der Wall von der Forststraße tangiert, ein hier vorgelagerter äußerer Graben könnte folglich zerstört worden sein. Unklar erscheint die Situation im Westen, wo der Wall in zwei parallele Züge gegliedert zu sein scheint, wo aber auch natürliche Situationen einbezogen sein könnten. Im Burgbereich wurden bis jetzt große Mengen Keramik und einzelne Metallobjekte aufgelesen, die dem 13. und 14. Jahrhundert entstammen und mit der historischen Situation in Übereinstimmung zu bringen sind. Am Ostfuß des Burgbergs lag bis um 1900 der Hof Hausbauer der vermutlich auf den urkundlich genannten Meierhof zurückgeht.

## Burg Liebegg

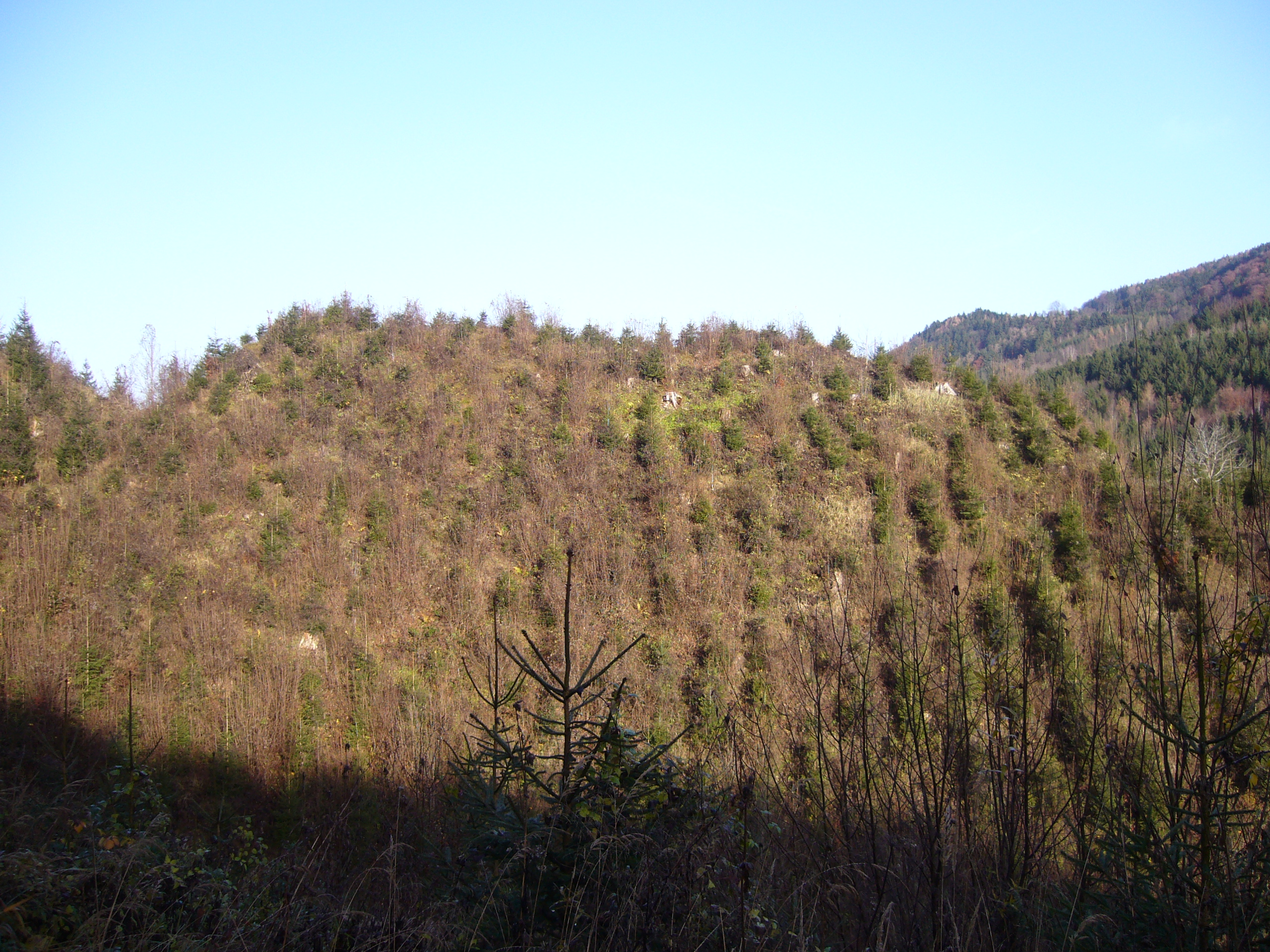
Überwachsene Reste der Burg Liebegg in Scheibbs-Neubruck

Die einst stolze Burg Liebegg stand auf dem Berghang über der Bahnhaltestelle Neubruck. Heute sind nur mehr geringe Reste der Burg im Wald erhalten geblieben. Vermutlich war die Burg errichtet worden, um den Weg von Scheibbs ins Jeßnitz- und Pielachtal zu sichern.
1265 scheinen die beiden Brüder Otto und Heinrich von Liebegg auf, von denen Otto als nobilis vir bis ins Jahr 1290 erwähnt wird. Ab 1282 besitzen die benachbarten Scheuernberger bereits Anteile der Burg, bis sie schließlich 1290 vollständig in ihren Besitz kam. Um 1302 besaß Chunrat von Scheuernberg also die Burgen Liebegg und Scheuernberg. Beide Burgen gelangen über Heirat an Otto Schoerbech, der 1312 verstarb. Die zweite Tochter Chunrats von Scheuernberg, Diemut, brachte die Burg Liebegg nun ihrem Ehemann Otto von Plankenstein zu, der sich auch nach Liebegg nannte. 1322 geriet Otto von Plankenstein-Liebegg in der Schlacht bei Mühldorf in Gefangenschaft und wurde erst nach der Bezahlung eines hohen Lösegelds 1325 freigelassen. Das Lösegeld bekam er dadurch, dass er einen Teil seines Besitzes dem Kloster Lilienfeld verkaufte. Nach 1330 teilen sich die Nachkommen, Weikhard der Planchenstainer von Liebekk und seine Schwester Agnes, Gattin Weikhards (II.) von Schafferfeld, den Besitz der Burg. Konflikte zwischen den Bewohnern führen 1339 zur Einsetzung eines Schiedsgericht und in dessen Folge zu einer interessanten Realteilung. Aus den urkundlich festgelegten Abmachungen sind bemerkenswerte Details zur Burg zu erfahren, die mittels einer fensterlosen Mauer „durch daz haus und durch die chuchel“ in Höhe der Ringmauer geteilt wird, wobei Agnes und Weikhard je ein Turm zufällt. Auch die Aufteilung der umliegenden Gärten wird genau beschrieben und gibt Einblick in die wirtschaftliche Ausstattung. Da die Lösung wohl beide Parteien nicht befriedigte, konnte Wernhards Hälfte kurz danach von Friedrich dem Häusler, einem der Schiedsrichter, erworben werden, der 1342 auch die zweite Hälfte ersteht und die Burg 1349 mit Gewinn an Herzog Albrecht II. verkauft, der sie der Kartause Gaming schenkte. Auf seinen Befehl wurde die Burg umgehend geschleift. 1355 verbot er jeden Wiederaufbau der Burg. Der ehemalige Meierhof der Burg ist 1339 urkundlich belegt und scheint noch 1790 als Hofstatt untern Hauß auf.
Der Burgstall der Burg Liebegg liegt südlich von Scheibbs in der Rotte Miesenbach. Hier springt am linken Ufer der Erlauf oberhalb des Liebegghofes ein auffallender Sporn vor, der die Lagestelle der ehemaligen Burg bildet. Die Anlage liegt knapp unterhalb des Hofes Hofoydn, von wo der Zugang möglich ist. Der West-Ost-orientierte Sporn springt aus dem überhöhenden Hinterland zum Tal der Erlauf vor. Die nördlichen und südlichen Flanken fallen relativ steil ab und erforderten keine weiteren Annäherungshindernisse. Gegen die westliche Bergseite wurde jedoch ein breiter Halsgraben angelegt, der sich auch tief in die Hänge des Sporns zieht. Den Graben eingeschlossen, sind die Geländeaufbereitungen über die beachtliche Länge von 110 Metern zu verfolgen. Die Anlage ist vermutlich in eine Kernburg auf dem westlichen, zugangsseitigen Abschnitt des Sporns, sowie eine Unterburg auf der östlichen, talseitigen Abtreppung zu gliedern. Die Kernburg bebaute ein Areal von rund 50 Metern Länge und endete vermutlich an einer deutlichen Felsstufe im Osten. Das Areal der Kernburg ist nicht einheitlich, sondern zeigt sich abermals in mehrere Abschnitte gegliedert. Im Südwesten liegt ein erhöhtes Plateau, das deutliche Reste einer mehrteiligen Massivbebauung zeigt. Vermutlich war an dieser Stelle ein zweiteiliges Gebäude sowie ein östlich benachbarter, isolierter Rundbau. Entlang des Grabens sind spärliche Reste des ehemaligen Berings zu beobachten, der möglicherweise im Norden das ehemalige Tor umfasste. Dieses könnte zunächst in einen nördlichen unterhalb der Gebäude liegenden, zwingerartigen Bereich geführt haben. Der östliche Abschnitt der Kernzone, dessen nördliche und südliche Begrenzungen bereits aufgelöst erscheinen, ist deutlich tiefer situiert und treppt sich allmählich zur natürlichen Begrenzung des Areals, der Felsstufe im Osten, ab. Die östlich anschließende Unterburg, wahrscheinlich das Vorwerk, benutzte den zunehmend schmäler werdenden, talseitigen Abschnitt des Sporns. Am unmittelbaren talseitigen Ende ist nach einem grabenförmigen Einschnitt ein kegelstumpfförmiger Hochpunkt vorhanden, der Reste einer Massivbebauung trug. Vor dem Halsgraben schließt ein der Achse des Sporns folgendes schmales Plateau an, das sich als Wirtschaftsfläche anbieten würde. Das Plateau geht ohne Zäsur in das Vorgelände über, einen überhöhenden Hangsporn. Auf dessen östlichem Ende bildet sich ein kleiner Hügel, der nach Geländebefunden als Standort eines kleinen Gebäudes vermutet werden kann.
1952 durchsuchten Schätzgräber den Burgstall, dabei kamen 1,5 Meter hohe Mauerreste und eine Reihe bemerkenswerter Befunde zu Tage; die vorliegenden Keramikfunde datieren in das 13. Jahrhundert.

## Burg Jeßnitz
In der Nähe des Orts St. Anton an der Jeßnitz stand im Mittelalter die heute verschwundene Burg Jeßnitz. Beim Beginn der Mautstraße zum Naturpark Ötscher-Tormäuer zweigt auch ein Weg in ein Hochtal und zum Wolfsgrubsattel ab. Über den Wolfsgrubsattel führte in früheren Zeiten ein wichtiger Weg nach Gaming. Etwa auf halber Strecke zwischen St. Anton und dem Wolfsgrubsattel endet der Fahrweg. An einem Bauernhof, der etwas höher im Graben liegt, vorbei und auf der gegenüberliegenden Seite eines Baches, steht ein verfallener Hof, der ehemalige Meierhof der Burg Jeßnitz, der damals Hausbauer genannt wurde. Über diesem Hof liegt am felsigen Kamm der Burgstall der Burg. Auf dem von einem breiten Graben geschützten felsigen Pyramidenstumpf, dessen Deckfläche die Form eines Dreiecks hat, stand einst die Burg Jeßnitz.
Eine andere Theorie vermutet die Burg Jeßnitz auf einer Anhöhe über dem Jessnitzbach, heute Innerer Hofbauer genannt.
Im Jahre 1270 wird ein Otto de Yeheniz genannt, der auf der Burg Jeßnitz saß. Sein Sohn Philipp war im Jahre 1302 Conventuale in Lilienfeld. Ein Hugo von Jeßnitz wird im Jahre 1292 erwähnt. Die Familie der Jeßnitzer starb in der zweiten Hälfte des 14. Jhdts. aus. Hartneid der Jeßnitzer verkaufte im Jahre 1360 mit Zustimmung von Herzog Rudolf IV. die halbe Burg Jeßnitz an die Kartause Gaming. Die Kartause dürfte zu diesem Zeitpunkt schon die andere Burghälfte besessen haben. Nach Kartäuserbrauch wurde die Burg sofort nach Kauf geschleift.
Vermutlich kam der Burg Jeßnitz eine ähnlich Funktion wie der Burg Frankenstein zu, nämlich den Weg über den Wolfsgrubsattel zu schützen. Sie befand sich auf der östlichen Seite des Sattels, die Burg Frankenstein auf der westlichen Seite.